# アメリカ合衆国保健福祉省
アメリカ合衆国保健福祉省（アメリカがっしゅうこくほけんふくししょう、英語: United States Department of Health and Human Services、略称: HHS）は、アメリカの政府機関のひとつ。全てのアメリカ人の健康を保護し、重要な社会事業を提供することを目的としている。

## 概要
日本の旧厚生省（現在の厚生労働省）に相当する。保健社会福祉省・厚生省とも訳される。
ジミー・カーター大統領が1979年10月17日に教育省組織法(P.L.96-88 Department of Education Organization Act of 1979）に署名し、アメリカ合衆国教育省を分離するまで保健教育福祉省（Department of Health, Education, and Welfare、略称：HEW)と呼ばれていた。
2025年に発足した第2次トランプ政権では、政府効率化省が主導した連邦職員削減計画の対象となり約2400人が解雇されたが、数ヶ月のうちに1/3に相当する職員が復職または新規雇用された。

## 組織
長官官房と11部局から構成される。また全米が10地区に分けられ、それぞれを地域事務所が所轄する。
- 長官官房 - ワシントンD.C.
- 児童家庭局（英語版）（ACF）- ワシントンD.C.
- 高齢者局（英語版）（AoA）- ワシントンD.C.
- 医療研究品質庁（英語版）（AHRQ）- メリーランド州ロックビル
- 毒性物質・疾病登録庁（英語版）（ATSDR）- ジョージア州アトランタ
- 疾病管理予防センター（CDC、Centers for Disease Control and Prevention）- ジョージア州アトランタ
- メディケア及びメディケイド・サービスセンター（英語版）（CMS）- メリーランド州ボルチモア
- 食品医薬品局（FDA、Food and Drug Administration）- メリーランド州シルバースプリング
- 保健資源局（英語版）（HRSA）- メリーランド州ロックビル
- 生物医学先端研究開発局
- インディアンヘルスサービス（英語版）（IHS）- メリーランド州ロックビル
- 国立衛生研究所（NIH、National Institutes of Health）- メリーランド州ベセスダ
  - 国立がん研究所、国立老化研究所、国立補完統合衛生センター、国立アレルギー・感染症研究所、国立医学図書館など、傘下に27の機関がある。
- 薬物乱用・精神衛生サービス局（英語版）（SAMHSA）- メリーランド州ロックビル[4]